# Adolf Ammon
Adolf Karl Paul Ammon (* 2. Dezember 1874 in Augsburg; † 1958 in Wangen im Allgäu) war ein deutscher Unternehmer.

## Leben
Adolf Ammon wurde als Sohn des Unternehmers Wilhelm Ammon geboren. Er legte das Abitur am Realgymnasium Nürnberg ab, anschließend studierte er an der Ludwig-Maximilians-Universität München und wurde dort 1896 Mitglied des Corps Palatia. Zu seiner weiteren beruflichen Ausbildung war er bei verschiedenen Stahlwerken in Sheffield tätig. Danach trat er in das väterliche Unternehmen in Augsburg ein, die J. N. Eberle & Cie. AG, eine Sägen- und Federnfabrik mit Kaltwalzwerk für Bandstahl, deren Aufsichtsratsvorsitzender er später war. Ammon war außerdem als Handelsrichter, Vorstandsmitglied des Industrievereins Augsburg und des Bayrischen Industriellenverbands sowie als Mitglied der Industrie- und Handelskammer Augsburg aktiv. Er war Major der Landwehr und trug den Ehrentitel eines Kommerzienrats.